# 티허니 칼만
티허니 칼만 (Kálmán Tihanyi, 영문으로는 Coloman Tihanyi 또는 Koloman Tihanyi로 표기하기도 함, 1897년 4월 28일 – 1947년 2월 26일)는 헝가리의 물리학자, 전기 엔지니어 및 발명가로, 전자식 텔레비전의 초기 선구자 중 한 명이다. 그는 음극선관 (CRT)의 개발에 상당한 기여를 했는데, 미국의 라디오 공사 (이후 RCA사), 및 독일 회사인 로에베와 페른제 AG에서 개발된 음극선관을 구입하여 추가로 개발했다. 또 그는 영국에서 세계 최초의 자동 무인 항공기를 발명하고 설계했다. 그는 1929년에 세계 최초의 적외선 비디오 카메라를 발명한 것으로 알려져 있으며 1936년에 최초의 평면 패널(플라즈마) 디스플레이를 만들었다. 전자식 텔레비전에 관한 그의 라디오스코프(Radioskop) 특허는 유네스코에 의해 '세계적으로 중요한 문서'로 인정되어 2001년 9월 4일 세계 기록 유산의 하나로 되었다.

## 경력

### 어린 시절, 제1차 세계대전 및 교육

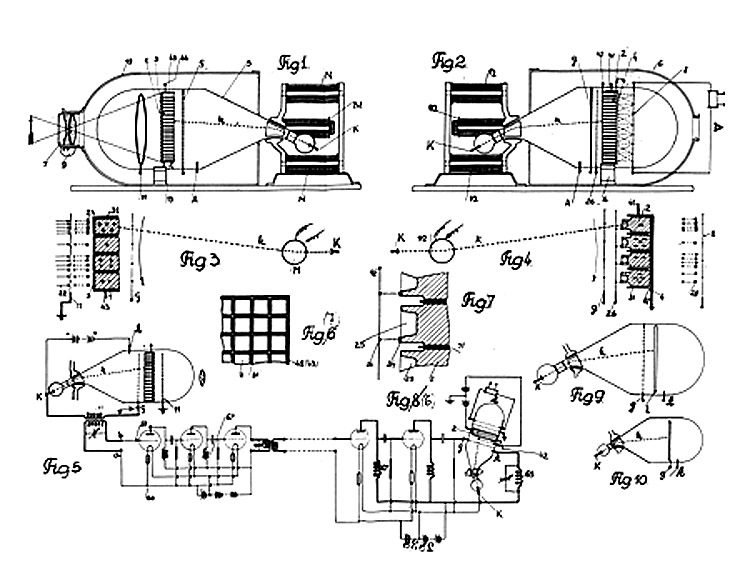
티허니 칼만의 "Radioskop" 특허(1926)의 도면

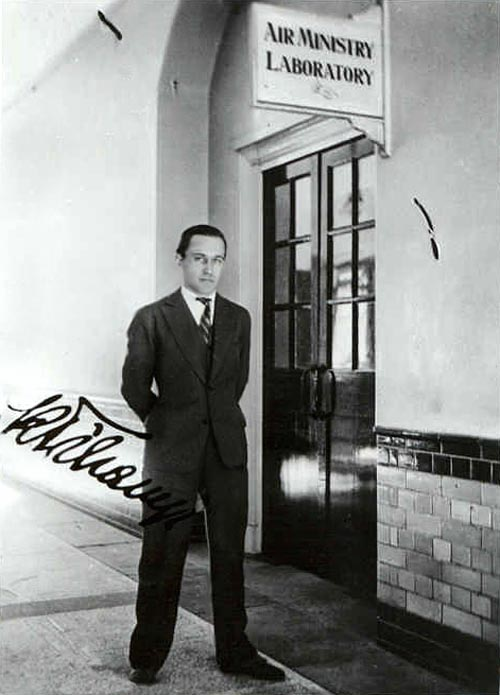
영국 항공성의 과학자, 티허니칼만

티허니 칼만는 현재의 슬로바키아 즈베히인 헝가리 왕국 위즈베그에서 태어 났다. 초등학교를 졸업한 후 그의 부모는 그를 포조니(현재의 슬로바키아 브라티슬라바)에 있는 전기 공학 직업 학교에 등록했는데 1913년 그곳에서 헝가리에서의 첫 번째 특허 출원을 겨우 16세의 나이로 제출했다. 이 특허의 제목은 "사진 건판의 쉬운 취급을 위한 포켓 장치"였다. 그의 생애 첫 계약은 빈의 회사와 체결되었는데, 이 회사는 도로 조명의 중앙 무선 스위치 온/오프를 위한 그의 장비를 구입했다. 당시 그는 바츠에서 고등학교 공부를 계속했고 여기에서도 졸업했으며 이듬해인 1916년에 자원 봉사자로 헝가리 왕립 군대에 입대했다. 제4군 포병 연대의 장교 후보로서 이 청년은 먼저 동부 전선에서 포효하는 대포를 처리한 후 트란실바니아로 이동하여 동부 카르파티아 산맥에서 가장 중요한 교차점 중 하나인 외토지 해협에서 전투에 참가했다. 그의 용감한 자세로 용맹상 동메달 받았고 중위로 승진하였다. 그러나 곧 그는 풀라에 있는 오스트리아-헝가리 군주국의 가장 중요한 군사 항구 중 하나로 옮겨져서 더 이상 전투 부대에서 군인으로 복무하지 않고 라디오 엔지니어로 일하게 되었고 이때 그의 생애 처음으로 군사 기술 발전의 "맛"을 보게 되게 었다. 그는 시간을 측정하고 수중 샤프트를 폭파하기 위해 원격 제어 점화기를 설계했고 그가 개발한 지뢰는 뛰어난 군사 발명품으로 인정 받았다.

### 전쟁 중의 기간
제1차 세계대전 후 시민 생활로 돌아온 티허니 칼만은 부다페스트에 있는 왕립 헝가리 요셉 공과대학(오늘날: 일반적으로 "기술대학"으로 알려진 부다페스트 기술 경제 대학)에서 공부를 계속했는데, 얼마 전에 아버지를 여의고 수입도 없었다. 운 좋게도 그는 자신의 재능을 인정한 Imre Pöschl 교수와 친분을 맺어, 점점 더 많은 특허와 발명품을 판매할 수 있었고 수입도 늘어 홀어머니와 9남매를 부양할 수 있었다.
티허니의 관심은 제1차 세계 대전 중에 이미 텔레비전을 만들려는 시도에 관심을 가졌다. 그는 맥스웰의 방정식을 연구한 후 그때까지 알려지지 않은 물리적 현상을 발견했다.
전송 튜브 또는 "카메라" 튜브의 낮은 전기 출력을 초래하는 빛에 대한 낮은 감도 문제는 1924년 초 티허니가 전하 저장 기술을 도입함으로써 해결하게 된다. 그의 최종 설계는 1926년 3월 20일에 "라디오스코프"(Radioskop, 헝가리 특허: T-3768)이라는 이름으로 특허를 받았다. 그는 자신의 음극선관, 전하 저장 텔레비전 시스템을 하나가 아닌 세 가지 버전(유선, 무선, 컬러)으로 기술하였는데, 이는 당시 영화 산업의 대부분에서 흑백 필름이 만들어지고 있던 당시에 이미 컬러 텔레비전을 구상하고 있었다는 것을 의미한다. 그의 특허 출원에는 이 설계와 대량 생산에 대해 자세히 설명하는 42페이지의 서면이 포함되어 있다. 이 서류는 유네스코의 세계기록유산 프로그램에 기록되어 있다. 송신기와 수신기 모두에 음극선관(CRT)을 사용하는 이전의 제안과 어느 정도 유사하지만 티허니의 시스템은 급진적인 발전을 보여준다. 티허니가 1928년에 특허를 취득하게 되는 최종 개선 버전과 마찬가지로 "저장 원리"로 알려진 기술을 바탕으로 설계 및 작동에 완전히 새로운 개념을 구현했다. 이 기술은 화면의 스캔 사이에 검출기 튜브에서 빛을 감지하는 층에서 광에 의한 전자방출을 지속시키는 것과 관련이 있다. 이에 의해 전하의 축적이 발생하여 "전기 사진의 잠상"이 저장된다. 티허니는 1928년에 별도의 두 개 특허를 출원한 후 독일 이외에 특허 보호를 확장하여, 프랑스, 영국, 미국 및 기타 국가에도 특허를 출원했다.

#### 베를린
1928년에 티허니는 베를린으로 갔는데 이곳에서는 닙코프 디스크(Nipkow disk)를 이용하는 기계식 텔레비전의 개발이 이미 독일 우정국과 대형 제조사들에 의해 시작되었다. 그는 베를린에 자기 자신의 실험실을 차리고 그곳에서 역시 전기 엔지니어인 동생과 함께 최초의 실험적 브라운관을 만들었다. 이 발명품은 텔레푼켄과 지멘스사에 의해 열광적으로 받아들여졌지만 결국 이들 회사에서는 기계식 텔레비전의 개발을 계속하기로 결정하였다. 그후 미국의 RCA사로부터 연락을 받았는데 이 회사는 티허니의 특허를 구입하기로 그와 계약을 맺고 이미지 분해 튜브의 실험실 개발을 시작했다. 몇 달 후 RCA의 블라디미르 K. 즈보리킨이 티허니의 아이디어를 기반으로 제대로 작동하는 최초의 미국식 카메라 튜브를 완성했는데 새로운 텔레비전 시스템은 아이코노스코프로 이름이 지어졌다.

#### 런던
1929년에 티허니는 "어뢰, 총기 및 기타 장치를 위한 자동 조준 및 지시 장치"라는 제목으로 새로운 군사 발명품에 대한 특허를 받았다(참조: 영국 특허 GB352035A). 1929년 그는 런던으로 이주하였는데 여기에서 텔레비전을 국방용으로 응용하는 작업에 초빙되어, 영국 항공부를 위하여 원격 유도 항공기용 카메라 프로토타입 제작하고, 이를 나중에 이탈리아 해군용으로 변경하게 되었다. 티허니가 1929년 특허에서 기술한 기술적 해법은 매우 영향력이 커서 미국의 UAV 생산 회사는 반세기가 지난 1980년대 중반까지도 여전히 그의 아이디어를 다수 사용했다. 1929년에 그는 영국에서 대공 방어를 위한 세계 최초의 적외선 감지(야간 투시) 전자식 텔레비전 카메라를 발명했다. 런던에서 그는 영국의 탱크, 대공포 및 대공 반사경을 위한 원격 제어 장치 및 사격 통제 시스템의 설계를 위임받았다.
RCA에 양도된 카메라 및 디스플레이 튜브에 대한 티허니의 미국 특허는 1938년과 1939년에 각각 발행되었다.

#### 부다페스트
1936년 티허니는 "플라즈마 TV"의 원리를 기술하여 최초의 평면 TV 시스템을 고안했다. 이것은 얇은 패널 디스플레이에 배열된 셀 그리드 뒤에서 고속으로 이동하는 하나의 "전송 지점"을 포함하는데, 이 지점의 전압을 변경하여 다른 레벨로 여기하게 된다.

### 제2차 세계대전

#### 초음파 무기 "타이탄"
1940년 여름, 티허니는 '음향 빔 프로젝터'에 대한 정교한 계획을 가지고 집으로 돌아왔다. 코드명 TVR인 '타이탄 초음파 무기'(Titan Ultrasound Weapon)을 사용하는 실험은 최고의 비밀로 둘러싸여 있었다. 이를 달성하기 위해 곧 최고군사기술위원회의 승인을 받아 합의에 이르렀다. 1941년 말까지 작업을 조직하고 건축 도면을 작성하고 공장과 두 개의 실험실을 설치하여 완성되었다. 대형 공작물은 간츠(Ganz) 및 랑(Láng) 공장에서 제작되었다. 직경 2미터의 포물선 거울을 포함한 다른 모든 것은 자체적으로 제조되었다. 그는 군무원 9명의 엔지니어를 포함하여 총 45명의 유태인 직원을 헝가리 왕립 특수군단에서 선발했다. 이런 식으로 티허니는 유대인 출신 친구와 동료들이 추방을 피하도록 도울 수 있었다. 1943년 하반기에 그의 직원이 때때로 위험 가능성이 있는 사람들로 교체되면서 상황은 점점 더 긴장되었다. 티허니는 그들이 감시를 받고 있다는 것을 의심하지 않았으며 또한 그가 Endre Bajcsy-Zsilinszky가 조직한 것으로 György Parragi, Sándor Márai, Jenő Katona, Pál Almássy, István Barankovics, Nomád(István Léner Lendvai) 및 Jenő Tombor 등이 포함되어 있는 반 파시스트 단의 일원이라는 것이 누설되었다. 그는 이 기계가 헝가리의 이익에 도움이 될 뿐만 아니라 이제는 필연적으로 독일의 손에 넘어갈 가능성이 점점 더 높아진다고 생각했다. 그리하여 "작업"의 모습을 유지하면서 완료를 지연 시키기 시작하였다. 독일이 헝가리를 점령 한 후, 티허니는 절박한 상황에 처하게 되었다. 1944년 4월 5일, 그와 그의 주요 협력자들은 게슈타포에 의해 체포되었다. 1944년 4월 11일, 그는 하딕 막사(Hadik Barracks)에서 마르깃대로 군교도소(Margit Boulevard Military Prison)으로 이송되어 5개월 동안 구치소의 독방에 수감되었으며, 영국 비밀정보부 MI6의 정보원이라는 이유로 중대 반역죄 혐의를 받았다. 티허니는 영국 왕립 공군 및 항공부에서 과학 작업을 하는 동안 MI6 장교들과 느슨하게 접촉했지만 영국 비밀정보부의 요원은 아니었다.

### 전후 기간과 사망
전쟁이 끝난 후 신체적으로 악화되었음에도 불구하고 그는 다시 하루 16~17시간을 일했다. 공장에서 그는 새로운 해법인 내부가 비어 있는 볼 베어링을 제조하기 시작했다. 이미 1945년 6월에 그는 헝가리 텔레비전 회사를 설립하고 송신국을 건설하고 브라운관 공장을 조직하는 조치를 취했다. 그러나 이 계획을 연기하고 초음파 기술을 기반으로 한 수십 가지 아이디어 중에서 선택했다. 그는 금 원심분리기를 발명하기로 결정하고, 이 아이디어를 실현하기 위해 자신의 발명품을 개발하기로 하였다. 그는 지질학 연구소 소장인 라조스 로치(Lajos Lóczy) 교수와 팀을 이루어 시제품을 제작했다.
1946년 겨울 그의 첫 번째 심장 마비는 그의 몸이 점점 증가하는 속도를 감당할 수 없음을 나타냈다. 하지만 두 번째 심장 마비가 그를 덮쳐서 1947년 2월 26일에 곧 생을 마감했다.

## 전하 저장 및 새로운 물리적 현상(1924)
티허니의 딸인 티허니 글래스 커털린는, 인터넷에서 나중에 〈The Iconoscope : Kalman Tihanyi and the Development of Modern Television〉의 제목으로 재발행되게 되는 《Technikatörténeti Szemle》의 한 기사에서 그녀 아버지가 "저장 원리"에는 "새로운 물리적 현상", 광전도성 효과가 포함되어 있음을 발견하였다고 언급하였다:
이 기사의 필자가 발견한 새로운 현상에 대한 가장 초기의 언급은 티허니 칼만이 작성한 "About the Electrical Television"이라는 제목의 기사에서 찾을 수 있다. 이 기사는 완전한 전자식 텔레비전 시스템에 대한 특허를 처음 신청하기 거의 1년 전인 1925년 5월 3일에 출판되었다. 발명자는 "저장 효과"의 "저장 원리"라는 용어를 사용하지는 않지만 그가 발견한 새로운 현상에 대한 설명은 그것이 정확히 그가 염두에 두었던 것임을 암시하였고 따라서 그는 다음과 같이 기술하였다.
"이 기사의 저자는 그 문제 해결에 적용될 수 있는 현재의 물리 과학 상태에서 알려진 모든 현상을 철저히 연구하여 제어 계산에 기초하여 송신기에서의 최소 요구인 1/80,000 효율의 달성에 적합하지 않다는 것을 발견했다. 그러나 실험 중에 광학적 효과와 전기적 효과가 실질적으로 동시에 발생하는 새로운 물리적 현상이 발견되었다. 사실 이 두가지 현상 사이의 차이는, 비록 관련 현상에 대한 맥스웰의 방정식에 기초한 초당 1/400,000,000의 변위에 대한 가능성이 비록 존재하지만, 우리의 기계로 탐지할 수 있다. 이는 이 현상 하에서 바람직한 1/150,000초의 변화뿐만 아니라 1/4억의 변화가 뒤따를 수 있음을 의미한다."(K. Tihanyi : "Az elektromos távolbavetítésről"("전기 텔레프로젝션 정보"), Nemzeti Újság 잡지, 1925년 5월 3일, 23면, 강조는 추가된 것)
여러가지의 사전과 어휘 등의 조사에 의하면, 실제로 저장식 텔레비전 기술에는 광전(또는 광전자 방출) 효과 외에도 전혀 다른 현상이 포함되어 있음이 확인되었다.
이러한 특성 분석에서 분명한 것은 광전 효과 하에서는 그러한 감광성 물질로부터 방출된 속박된 전자가 방사선의 주파수에 따라 선형적으로 변화하는 반면에, "각각의 입사 광자에 대해 전자 하나가 방출된다"는 것이고, 저장 효과 하에서 광전도 및 광전 현상이 ("금속에서 전자의 방출과는 별도의") 곳에서 발생하고, 광자가 p-n 접합(반도체에서) 또는 금속-반도체 접합에 흡수될 때에 "새로운 자유 전하 캐리어가 생성"되고(광전도 효과), "전기 접합 영역의 필드에 의하여 새로운 전하 캐리어를 이동시켜 배터리 없이도 외부 회로에 전류 흐름을 생성하게 된다", (광전 효과) (The International Dictionary of Physics and Electronics , N.Y. 1956, 1961, pp. 126, 183, 859-861, 863, 1028-1028, 1094-1095].
The Concise Dictionary of Physics 사전의 "광전 전지" 항목에서는 "원래의 광전지"(감광성 표면에서 광전자 방출을 활용하여 양극에서 흡수)와 "광전도 및 광전지 효과를 활용하는 보다 현대적인 광전지"를 구별하고 있다. (The Concise Dictionary of Physics, Oxford, 1985).

## 같이 보기
- 세계기록유산, 유네스코
- 텔레비전의 역사
- 무인항공기의 역사
- 열화상 카메라
- 플라즈마 디스플레이

## 참조
- "Radioskop", filed March 2o, 1926. File No. T-3768, Patent Office Documents, Hungarian National Archives.

1. 1 2  United States Patent Office, Patent No. 2,133,123, Oct. 11, 1938.
2. 1 2  United States Patent Office, Patent No. 2,158,259, May 16, 1939.
3. 1 2  “Kalman Tihanyi's 1926 Patent Application "Radioskop"”. UNESCO Memory of the World. 2001. 2009년 1월 29일에 확인함.
4. ↑   보관됨 2015-09-24 - 웨이백 머신 "Kálmán Tihanyi (1897–1947)", IEC Techline, International Electrotechnical Commission (IEC), 2009-07-15.
5. ↑  German appl. 424822/June 11, 1928
6. ↑  German appl. 482422/July 3, 1928
7. ↑  Fr. Pat. 676.546/June 10, 1928
8. ↑  Br. Pat 313,456/June 11, 1928
9. ↑  Br. Pat 315,362/July 11, 1928
10. 1 2  “KÁLMÁN TIHANYI (1897 - 1947)”. Hungarian Intellectual Property Office. 2014년 6월 3일에 확인함.
11. ↑  “Remote Piloted Aerial Vehicles : The 'Aerial Target' and 'Aerial Torpedo' in Britain”. 2017년 9월 10일에 원본 문서에서 보존된 문서. 2009년 1월 23일에 확인함.
12. ↑  See the citations of the patent
13. ↑  “Archived copy”. 2011년 7월 12일에 원본 문서에서 보존된 문서. 2009년 8월 15일에 확인함.
14. ↑  “Kalman Tihanyi (1897 - 1947) - Television Pioneer”. 2003년 10월 24일에 원본 문서에서 보존된 문서. 2009년 6월 16일에 확인함.
15. ↑  Tihanyi, Katalin, "Kalman Tihanyi's plasma television, invented in the 1930s. Introduction to the article written by Julius Horvath." 보관됨 2007-07-02 - 웨이백 머신 MTESZ SCITECH, 2007-01-16, retrieved 2009-05-30.
16. ↑  “보관된 사본” (PDF). 2011년 6월 5일에 원본 문서 (PDF)에서 보존된 문서. 2023년 5월 8일에 확인함.
17. ↑  Istvan Balajtr and Ferenc Hajdu: Surprising Findings from the Hungarian Radar Developments in the Era of the Second World War. Publisher: Radio Science Bulletin No 358 (September 2016) Page: 100, LINK:
18. ↑  Glass, Katalin Tihanyi , The Iconoscope: Kalman Tihanyi and the Development of Modern Television. 2000-06-23 수정, 2009-12-25 확인.